# Đắk Buk So
Đắk Buk So là một xã thuộc huyện Tuy Đức, tỉnh Đắk Nông, Việt Nam.

## Địa lý
Xã Đắk Buk So nằm ở trung tâm huyện Tuy Đức và là nơi đặt trung tâm hành chính huyện, có vị trí địa lý:
- Phía đông giáp các xã Thuận Hà và Đắk N'Drung, huyện Đắk Song
- Phía tây giáp xã Quảng Trực
- Phía nam giáp các xã Quảng Tâm và Đắk R'Tih
- Phía bắc giáp xã Thuận Hà, huyện Đắk Song và Campuchia.

Xã có diện tích 83,06 km², dân số năm 2006 là 4.706 người, mật độ dân số đạt 57 người/km².

## Hành chính
Xã Đắk Buk So được chia thành 10 thôn: 1, 2, 3, 4, 5, 6, 7, 8, 9, Tuy Đức và 2 bon: Bu Boong và Bu N'Drung.

## Lịch sử
Trước đây, Đắk Buk So là một xã thuộc huyện Đắk R'lấp.
Ngày 22 tháng 11 năm 2006, Chính phủ ban hành Nghị định 142/2006/NĐ-CP. Theo đó:
- Thành lập xã Quảng Tâm trên cơ sở 3.088 ha diện tích tự nhiên và 680 người của xã Đắk R'Tih, 3.907 ha diện tích tự nhiên và 2.348 người của xã Đắk Buk So
- Chuyển các xã Đắk Buk So, Đắk R'Tih và Quảng Tâm về huyện Tuy Đức mới thành lập.

Sau khi điều chỉnh địa giới hành chính, xã Đắk Búk So còn lại 8.306 ha diện tích tự nhiên và 4.706 người.